# Impeachment

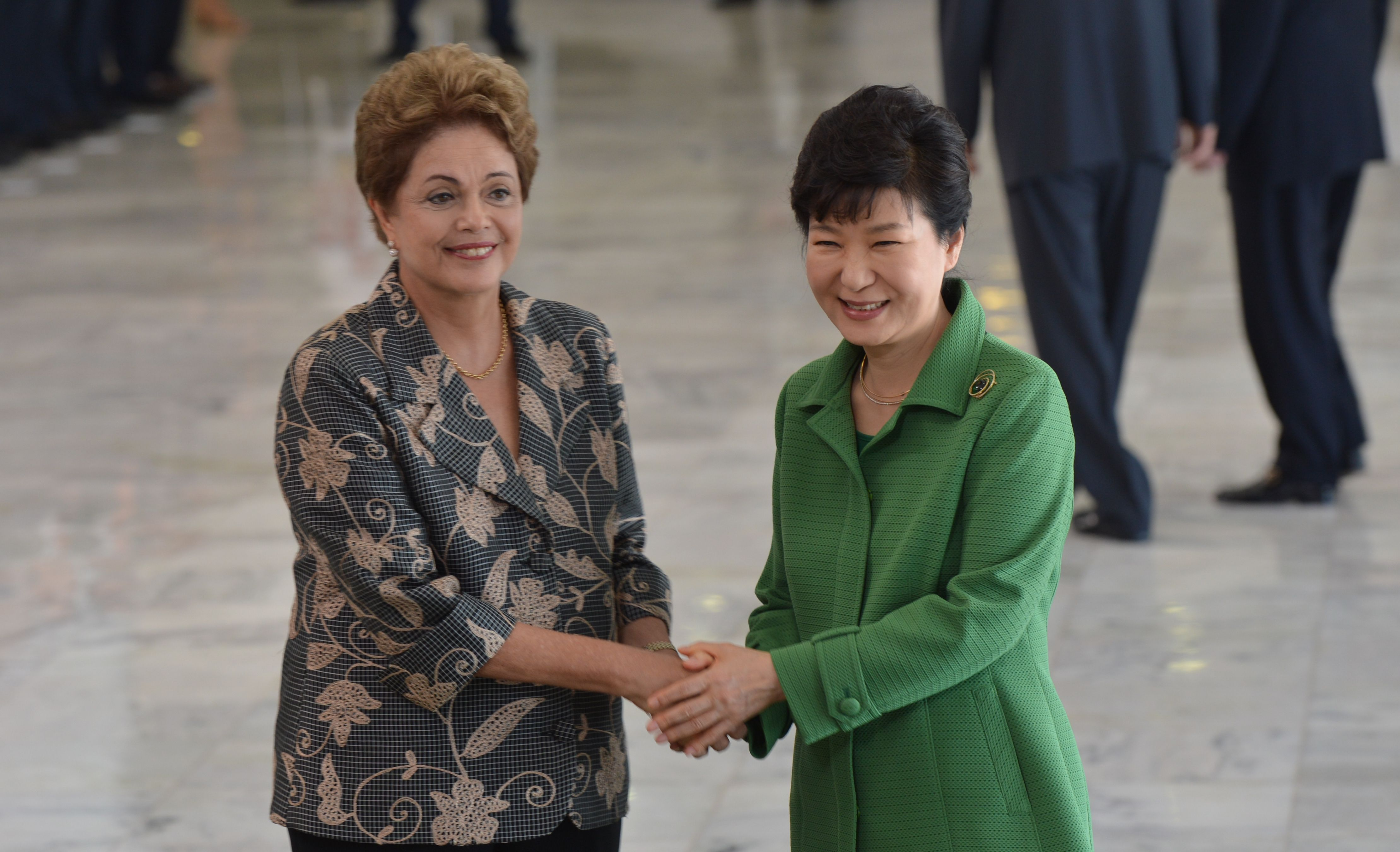
Brazilská prezidentka Dilma Rousseffová (vlevo) a jihokorejská prezidentka Pak Kun-hje podstoupily v roce 2016 impeachment, který vedl k jejich odvolání z úřadů

Impeachment (anglicky impeachment, německy Amtsenthebungsverfahren, doslovně „řízení o zbavení úřadu“) je ústavní žaloba podaná na voleného funkcionáře, který se dopustil závažného deliktu a je za to potrestán zbavením funkce. Podle klasického angloamerického pojetí obžalovává funkcionáře dolní komora parlamentu u horní komory. Předmětem je delikt, který je porušením přísahy funkcionáře. V dnešní době se impeachment týká především hlav států, nicméně se lze setkat i s případy, kdy byli takto odvoláni soudci či jiní státní úředníci.

## Historie
Impeachment vznikl ve 14. století v Anglii, kde se nově formující parlament snažil o to, aby královští poradci byli ze své funkce odpovědní. První zmínky o impeachmentu se datují do roku 1376. Pravého významu nabývá institut impeachmentu až v 17. století, kdy se tehdejší parlament snažil bránit výstřednímu chování králů. Poslední případy, kdy anglický parlament využil této pravomoci a rozhodoval o sesazení státních funkcionářů, byly procesy vedené proti Warrenu Hastingsovi (1787) a Henrymu Dundasovi (1805).
V této době se stala instituce impeachmentu horlivě diskutovaným tématem na ústavodárném konventu ve Filadelfii (1787) při sestavování americké ústavy. Účastníci konventu ve Filadelfii se od počátku snažili vtisknout federálnímu procesu impeachmentu ryze americký charakter, vědomě se snažili odchýlit od anglického modelu. Americký model impeachmentu byl navržen tak, aby se snažil chránit veřejný zájem, byl tudíž zaměřen zejména na nápravu, nikoli jen na potrestání viníka, a proto v dobovém kontextu volí méně tvrdá opatření v podobě zbavení úřadu.
Prvním evropským prezidentem odvolaným v důsledku impeachmentu se stal bývalý litevský prezident Rolandas Paksas.

## Impeachment podle států

### Česká republika
V České republice se k impeachmentu vztahuje článek 65 Ústavy ČR:
1. Prezidenta republiky nelze po dobu výkonu jeho funkce zadržet, trestně stíhat ani stíhat pro přestupek nebo jiný správní delikt.
2. Senát může se souhlasem Poslanecké sněmovny podat ústavní žalobu proti prezidentu republiky k Ústavnímu soudu, a to pro velezradu nebo pro hrubé porušení Ústavy nebo jiné součásti ústavního pořádku; velezradou se rozumí jednání prezidenta republiky směřující proti svrchovanosti a celistvosti republiky, jakož i proti jejímu demokratickému řádu. Ústavní soud může na základě ústavní žaloby Senátu rozhodnout o tom, že prezident republiky ztrácí prezidentský úřad a způsobilost jej znovu nabýt.
3. K přijetí návrhu ústavní žaloby Senátem je třeba souhlasu třípětinové většiny přítomných senátorů. K přijetí souhlasu Poslanecké sněmovny s podáním ústavní žaloby je třeba souhlasu třípětinové většiny všech poslanců; nevysloví-li Poslanecká sněmovna souhlas do tří měsíců ode dne, kdy o něj Senát požádal, platí, že souhlas nebyl dán.[7]

Podle současné Ústavy (č. 1/1993 Sb. s účinností od 1. 1. 1993) je tedy možné stíhat prezidenta republiky nejen za velezradu, ale i za hrubé porušení ústavy či jiné součásti ústavního pořádku. Pro velezradu je stíhán před Ústavním soudem na základě žaloby podané Senátem. Trestem je ztráta prezidentského úřadu a ztráta způsobilosti tento úřad znovu nabýt. Ústavněprávní delikt velezrady uvádí zákon č. 182/1993 Sb., o Ústavním soudu, ve znění pozdějších předpisů, v § 97 (Ústavní žaloba), v § 104 (Nález a jeho právní následky) a § 105 (Obnova řízení). Návrh žaloby musí obsahovat přesné vylíčení jednání, kterého se měl prezident dopustit, spolu s uvedením důkazů. Návrh žaloby se předkládá organizačnímu výboru Senátu, který má za úkol ho vrátit k dopracování, chybí-li mu některé náležitosti. Tento návrh již nelze vzít zpět. Nakonec organizační výbor přijme za Senát stanovisko k návrhu na podání ústavní žaloby. V tomto stanovisku výbor doporučí, zda návrh zamítnout či schválit, a doporučí předsedovi Senátu, aby jej zařadil na pořadí nejbližší schůze Senátu.

### Spojené státy americké
Impeachment definuje Ústava, především ve 4. oddílu II. článku:
„Prezident, viceprezident a všichni úředníci Spojených států musí být zproštěni funkcí, budou-li obžalováni a usvědčeni z velezrady, úplatkářství nebo z jiných těžkých zločinů a trestných činů.“
Sněmovna reprezentantů má právo impeachmentu, pravomoc formálně obžalovat prezidenta, viceprezidenta a další úředníky federální vlády. Senát má právo při souzení impeachmentu vystupovat jako soud pod vedením předsedy Nejvyššího soudu. K uznání viny je zapotřebí souhlasu dvou třetin přítomných senátorů.

#### Prezidenti

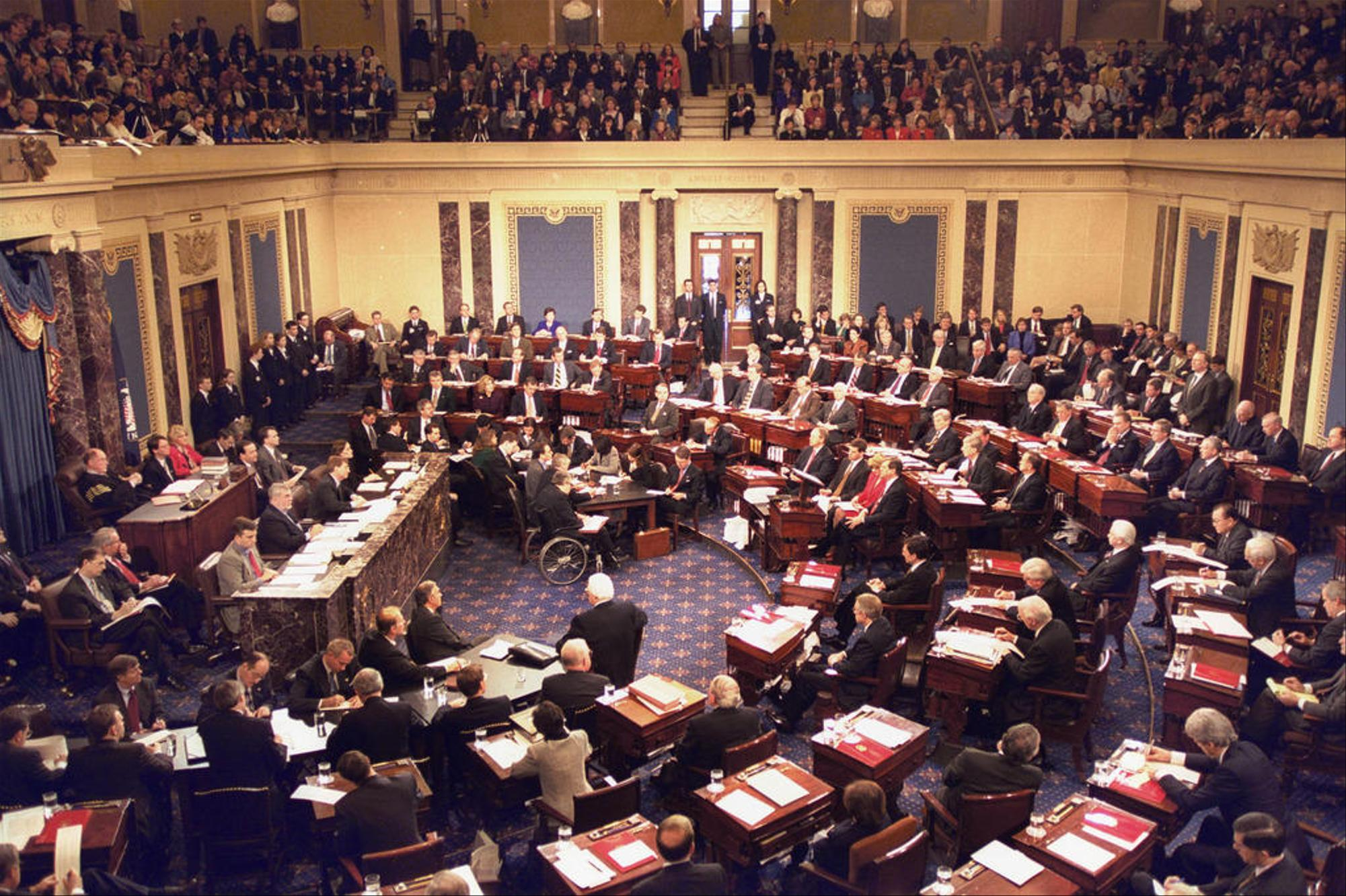
Proces impeachmentu prezidenta Billa Clintona roku 1999 v Kongresu pod vedením předsedy Nejvyššího soudu Williama H. Rehnquista

Prvním obžalovaným prezidentem USA byl Andrew Johnson v roce 1868. Od uznání vinným ho dělil pouze jeden jediný hlas.
V roce 1974 hlasoval soudní výbor Sněmovny pro obvinění prezidenta Richarda Nixona za jeho participaci v aféře Watergate, Nixon však rezignoval na svou funkci dříve, než byla ústavní žaloba postoupena na plénum sněmovny.
Jako druhý prezident v historii čelil impeachmentu Bill Clinton v roce 1998. Impeachment započal kvůli finančním transakcím týkajících se obchodu s nemovitostmi, které se však odehrály ještě předtím, než se stal prezidentem (někdy též označováno jako aféra Whitewater). Postupně se tento proces proměnil ve vyšetřování milostné aféry s Monikou Lewinskou a vyústil až k obvinění z křivé přísahy a maření vyšetřování. Výsledkem vyšetřování bylo 11 různých důvodů pro vznešení ústavní žaloby, které se však všechny týkaly milostného poměru s Monikou Lewinskou. Oficiální proces impeachmentu započal 7. ledna 1999, definitivní hlasování proběhlo 12. února 1999, kdy senátoři nezískali potřebnou dvoutřetinovou většinu pro uznání viny, Clinton tak vyšel z ústavní žaloby jako vítěz a dokončil tak úspěšně své druhé volební období.
Třetím obžalovaným prezidentem se v prosinci 2019 stal Donald Trump po schválení ústavní žaloby Sněmovnou reprezentantů v bodech zneužití úřadu a obstrukcí vůči Kongresu. První bod byl přijat většinou 230 : 197 hlasů, druhý pak 229 : 198 hlasů. Senát však Trumpa zprostil viny ve všech bodech obžaloby. Jako vůbec první prezident byl Trump podroben druhému impeachmentu, a to kvůli údajnému podněcování ke vzpouře, schválen byl ve Sněmovně reprezentantů 13. ledna 2021 s poměrem hlasů 232 : 197. 9. února zahájil americký senát soud bývalého prezidenta Donalda Trumpa. Hlasování v Senátu proběhlo 13. února 2021 s výsledným poměrem hlasů 57 : 43. Protože potřebné dvoutřetinové většiny nebylo dosaženo, Trump přestál i druhou ústavní žalobu.

#### Soudci
Federální soudci byli v minulosti nejčastějším terčem impeachmentu. Z devatenácti případů v historii Spojených států, se patnáct z nich týkalo právě federálních soudců. Soudci jsou doposud jediní funkcionáři, kteří byli prostřednictvím impeachmentu zbaveni funkcí.
První impeachment, který dospěl do podoby odvolání obžalovaného funkcionáře, byl případ soudce Johna Pickeringa z New Hampshiru z počátku 19. století, důvodem k jeho odvolání byla duševní porucha a sklony k alkoholismu. Do roku 1986 byli usvědčeni z impeachmentu pouze tři soudci: West Humphreys, Robert Archbald a Halstead Ritter. V 80. letech 20. století rozhodoval Senát o impeachmentu hned ve třech případech, obžalování byli soudci: Harry E. Claiborn, Walter Nixon a Alcee Hastings. Společným rysem těchto případů bylo, že k ústavní žalobě došlo na základě trestního vyšetřování, iniciovaným speciálním oddělením Ministerstva spravedlnosti. Soudce A. Hastings byl jako jediný zbaven všech obvinění. Obvinění soudci však odmítli rezignovat, následně Senát dospěl ke konsensu ve všech třech případech a zbavil výše zmiňované soudce funkcí.
Jediným případem v historii USA, kdy se impeachment dotkl soudce Nejvyššího soudu, byl případ z března 1804 se soudcem Samuelem Chasem. Osvobozen byl rozsudkem 1. března 1805 a u Nejvyššího soudu působil až do své smrti (1811).

### Litva
Na impeachment odkazuje Ústava Republiky Litva, článek č. 74. kapitola V. (Seimas)
„Prezident republiky, prezident a soudci Ústavního soudu, prezident a soudci odvolacího soudu, stejně jako členové parlamentu, kteří hrubě porušili Ústavu nebo svou přísahu, nebo je zjištěno, že se dopustili trestného činu, mohou být ze své funkce odvoláni nebo mají mandát člena Seimu zrušený 3/5 většinou hlasů všech členů Seimu. Toto musí být provedeno v souladu s postupem pro obžalobu, která bude uznána zákony Seimu.“
V roce 2003, 5. ledna po vítězství v druhém kole prezidentských voleb, se stal nově zvoleným prezidentem Litvy Rolandas Paksas. V říjnu téhož roku vyšla na veřejnost obvinění spojující prezidenta a jeho nejbližší pracovníky s organizovaným zločinem. Tato obvinění byla následně předána Seimu, který nechal sestavit speciální vyšetřovací komisi, která nakonec dospěla k závěru, že prezident v několika bodech porušil Ústavu a svou přísahu.
I přes naléhání, aby prezident svou funkci sám dobrovolně opustil, Paksas odmítl a tvrdil, že jde pouze o konspiraci ze strany opozice.
Impeachment byl zahájen rozhodnutím 86 poslanců na základě obvinění z vyzrazení státního tajemství, nelegálního ovlivňování privatizačních procesů a ohrožování národní bezpečnosti. Tento proces trval necelého půl roku, kdy v únoru 2004 byl prezident parlamentní komisí shledán vinným. 
O jeho vině pak na konci března Ústavní soud, který obvinění shrnul do třech bodů.  
1. Za poskytnutí finanční a jiné pomoci v prezidentské kampani, konané během roku 2002-2003, udělil Paksas litevské státní občanství ruskému občanu Yurimu Borisovi, který byl mimo jiné podezřelý z kontaktů s ruskou mafií.
2. Vyzradil státní tajemství týkající se sledování a odposlechů Yuriho Borisova Litevskou bezpečnostní službou.
3. Nezákonně, skrze svého poradce, nutil soukromé osoby k prodeji akcií společnosti Žemaitijos keliai, silniční stavební firmu s vyhlídkami velkého ekonomického růstu, osobám sobě blízkým a za podstatně nižší ceny.

Po impeachmentu, který byl iniciován Seimem, byl 6. dubna 2004 za nedodržování ústavy a porušení prezidentské přísahy zbaven funkce prezidenta republiky.
I přes to všechno se prezident v předčasných volbách rozhodl opět kandidovat. Obavy z následného ohrožení politické stability řešil dodatek k Litevskému volebnímu zákonu. Ten v konečném rozhodnutí Ústavního soudu Litevské republiky stanovil zákaz Rolandasu Paksasovi vykonávat jakýkoli státní úřad, ve kterém je třeba složit přísaha, až do konce jeho života.

### Venezuela
Ve Venezuele je možné uplatnit impeachment u každého voleného úřad, včetně guvernéra, viceprezidenta a prezidenta, a to po uplynutí poloviny funkčního období. O tento proces musí požádat minimálně 20 % zapsaných voličů v jurisdikci úřadu a poté stejný nebo větší počet lidí, kteří jej volili, musí hlasovat pro jeho odstranění.
Odstranění prezidenta je možné i v případě, že tak rozhodl Vrchní soud, nebo pokud je prezident duševně či fyzicky nezpůsobilý k výkonu své práce.
Ve Venezuele byl impeachment použit jen jednou, a to v druhém období vlády prezidenta Carlose Andrése Péreze. To započalo roku 1989 a skončilo v roce 1993. Během tohoto období zemí zmítala ekonomická krize a časté sociální nepokoje.
V roce 1992 se uskutečnily dva neúspěšné pokusy o státní převrat. První pokus se odehrál 4. 2. 1992. Pět plukovníků vedlo část armády do akce za obsazení prezidentského paláce. Konflikt si vyžádal několik mrtvých a část lidí skončilo ve vězení. Mezi nimi byl i Hugo Chávez (pozdější prezident). Radikalizace společnosti dále rostla, což nakonec vyústilo v druhé krvavější povstání, které se konalo 27. 11. 1992. Do tohoto povstání byli zapojeni civilisté a vojáci z Venezuelského letectva a námořnictva.
Konec jeho vlády započal 20. 3. 1993 generální prokurátor Ramón Escovar Salom. Důvodem byla zpronevěra 250 milionů bolívarů. Nejvyšší soud pak 20. 5. 1993 shledal žalobu platnou a ukončil jeho vládu. Následující den Senát hlasoval o zbavení prezidenta imunity. Ten rezignaci odmítl, nicméně po maximálně 90 dnech dočasné neschopnosti k výkonu funkce prezidenta, podle článku 188 z Ústavy roku 1961, ho Národní kongres z funkce prezidenta 31. 9. 1993 trvale odstranil. Po skončení procesu strávil přes dva roky v domácím vězení.

### Rumunsko
O impeachmentu hovoří Rumunská Ústava v článku 96, kapitola II. takto:
(1) Poslanecká sněmovna a Senát může rozhodnout o obžalobě rumunského prezidenta pro velezradu, a to na společném zasedání, na základě hlasů alespoň dvou třetin počtu poslanců a senátorů.
(2) Návrh obžaloby může být iniciován většinou poslanců a senátorů a bez dalšího odkladu musí vyrozumět rumunského prezidenta, aby mohl podávat vysvětlení týkající se skutečností, za něž se zodpovídá.
(3) Ode dne obžaloby až do dne zbavení funkce, je prezident dle práva suspendován.
(4) Příslušnost pro posouzení takového případu patří Nejvyššímu kasačnímu a trestnímu soudu. Prezident je zbaven své funkce dnem konečným rozhodnutím soudu.
V Rumunsku došlo k pokusu o zbavení funkce prezidenta v nedávné době hned dvakrát. Středo-pravicový politik Traian Băsescu vyhrál ve volbách o prezidentskou kandidaturu nad svým oponentem Adrianem Năstasem (tehdejším premiérem) v roce 2004. Traian Băsescu se zpočátku těšil velké popularitě díky rychle nastoleným reformám a protikorupční kampani. K poklesu jeho popularity došlo mj. kvůli aférám týkajících se jeho xenofobních výroků. Díky sporům o kompetence mezi prezidentem Băsescuem a premiérem Tăriceanem a následné nestabilní politické situaci v zemi, vznikla v roce 2007 iniciativa o sesazení prezidenta z funkce. Odůvodněním bylo, že se prezident dopustil v devatenácti případech porušení ústavy, překročení kompetencí a ochrany zájmů mafie. I přesto, že při hlasování v parlamentu (20. dubna 2007) hlasovala pro sesazení prezidenta (322 pro, 108 proti) většina poslanců, díky nízké účasti v referendu bylo rozhodnutí parlamentu neplatné. Prezident Băsescu čelil ústavní žalobě podruhé v roce 2012, kdy znovu díky nízké účasti v referendu bylo hlasování neplatné.

### Island
Impeachment je zde definovaný v Ústavě Republiky Island, druhé části, článkem 11., ve kterém se píše:
„Prezident republiky nesmí být zodpovědný za pravomoci spojené s exekutivou. Totéž platí i pro ty, kteří využívají prezidentské autority.
Prezident nesmí být soudně stíhán a obviněn z trestného činu bez souhlasu Althingu.
Prezidentovi může být odňat úřad před skončením jeho funkčního období, pokud byl schválen většinou v plebiscitu, podle usnesení stanoviska tří čtvrtin členů z Althingu. Plebiscit se koná během dvou měsíců od začátku přijetí usnesení Althingu. Prezident nesmí vykonávat svou funkci od začátku usnesení Althingu, až do doby, kdy jsou známé výsledky plebiscitu.
Pokud usnesení Althingu není schváleno plebiscitem, Althing musí být okamžitě rozpuštěn a jsou vyhlášeny nové volby.“
Samotný Island má zvláštní tribunál určený výhradně pro procesy se členy vlády, tzv. Celonárodní soud (Landsdómur), který byl vytvořen v roce 1905. Tento úřad je jmenovaný parlamentem. Jedná se o speciální nejvyšší soud, který má zpracovávat případy, kde jsou členové Kabinetu podezřelí z trestné činnosti.
Soud byl poprvé sestaven v roce 2011 během procesu s bývalým premiérem  Geirem Haardem, který údajně pochybil v událostech, které vedly následně k islandské finanční krizi mezi lety 2008-2011. Nakonec Parlament rozhodl 33 hlasy pro, 30 hlasy proti, obvinění. Původně Haarde čelil čtyřem obviněním, přičemž byl nakonec odsouzen za ten, který byl ze všech nejméně důležitý. I přes obvinění však stále nedostal žádný trest.
Haarde je také prvním politikem na světě, který byl souzen v souvislosti s finanční krizí.